# The Empire Strikes First
The Empire Strikes First — тринадцатый студийный альбом  американской панк-рок-группы Bad Religion, выпущенный 8 июня 2004 года.

## Об альбоме
Название — отсылка к доктрине Буша (Превентивная война), а также обыгрывание названия фильма «Звёздные войны. Эпизод V: Империя наносит ответный удар».

### Тексты
Хотя часть альбома связана с войной в Ираке, группа также затрагивает темы религии, проблем окружающей среды и СМИ в песне «Los Angeles Is Burning». В альбоме, и особенно в песне «Boot Stamping On A Human Face Forever», можно заметить отсылки к роману Джорджа Оруэлла «1984».

### Производство и продажи
Как его предшественник, The Process of Belief, альбом был записан в Sound City в Лос-Анджелес, Калифорния. Запись продлилась с ноября 2003 по февраль 2004 года.

### Прием
The Empire Strikes First был выпущен 8 июня 2004 и достиг максимальной позиции 40 в Billboard 200, самое высокое положение, которого достигла группа в то время. Радиохит «Los Angeles Is Burning» достиг #40 в чарте Billboard Modern Rock Tracks.

## Список композиций
| №   | Название                                                        | Длительность |
| --- | --------------------------------------------------------------- | ------------ |
| 1.  | «Overture» (Гуревич)                                            | 1:09         |
| 2.  | «Sinister Rouge» (Граффин)                                      | 1:53         |
| 3.  | «Social Suicide» (Граффин)                                      | 1:35         |
| 4.  | «Atheist Peace» (Граффин)                                       | 1:57         |
| 5.  | «All There Is» (Гуревич)                                        | 2:57         |
| 6.  | «Los Angeles Is Burning» (Гуревич)                              | 3:23         |
| 7.  | «Let Them Eat War» (Гуревич, Фрэнсис, Вэккерман, Бэкер, Бентли) | 2:57         |
| 8.  | «God's Love» (Граффин)                                          | 2:32         |
| 9.  | «To Another Abyss» (Граффин)                                    | 4:07         |
| 10. | «The Quickening» (Гуревич, Уоллард, Вэккерман)                  | 2:19         |
| 11. | «The Empire Strikes First» (Гуревич, Бэкер)                     | 3:23         |
| 12. | «Beyond Electric Dreams» (Гуревич, Уоллард, Вэккерман)          | 4:02         |
| 13. | «Boot Stamping on a Human Face Forever» (Гуревич)               | 3:49         |
| 14. | «Live Again (The Fall of Man)» (Граффин)                        | 3:35         |

### Бонус Японского издания
| №   | Название                      | Длительность |
| --- | ----------------------------- | ------------ |
| 15. | «The Surface of Me» (Граффин) | 3:01         |

## Участники записи

### Основной состав
- Грег Граффин — основной вокал, продюсер
- Грег Хетсон (Greg Hetson) — гитара
- Брайен Бэкер (Brian Baker) — гитара
- Бретт Гуревич (Brett Gurewitz) — гитара, бэк-вокал, продюсер
- Джей Бентли (Jay Bentley) — бас-гитара, бэк-вокал
- Брук Вэккерман (Brooks Wackerman) — барабаны, перкуссия

### Дополнительный персонал

#### Музыканты
- Дэвид Брэгджер (David Bragger) — скрипка в «Atheist Peace»
- Майк Кэмпбэлл (Mike Campbell) — гитара в «Los Angeles is Burning»
- Сэйдж Фрэнсис (Sage Francis) — вокал в «Let Them Eat War»
- Джон Джинти (John Ginty) — Хаммонд B-3 в «Los Angeles is Burning»
- Леопольд Росс (Leopold Ross) — звук в «Beyond Electric Dreams»
- Клод Сарн (Claude Sarne) — сопрано в «Sinister Rouge»

#### Другие
- Аттикус Росс (Atticus Ross) — программирование
- Джо Баррези (Joe Barresi) — инженер, миксы
- Том Бэкер (Tom Baker) — мастеринг
- Пит Мартинес (Pete Martinez) — помощник инженера
- Джун Муракава (June Murakawa) — помощник инженера
- Ник Причард (Nick Pritchard) — дизайн
- Шон Мерфи (Sean Murphy) — фотография
- Мэтт Рубин (Matt Rubin) — фотография

## История выпуска
| Страна         | Дата выпуска     |
| -------------- | ---------------- |
| Великобритания | 7 июня 2004 года |
| Мир            | 7 июня 2004 года |
| США            | 8 июня 2004 года |

## Чарты
Альбом — Billboard (Северная Америка)
| Год  | Чарт                   | Позиция |
| ---- | ---------------------- | ------- |
| 2004 | Billboard 200          | 40      |
| 2004 | Top Independent Albums | 2       |
| 2004 | Top Internet Albums    | 40      |

Синглы — Billboard (Северная Америка)
| Год  | Сингл                    | Чарт               | Позиция |
| ---- | ------------------------ | ------------------ | ------- |
| 2004 | «Los Angeles Is Burning» | Modern Rock Tracks | 40      |